# Phil Parkinson
Philip John Parkinson, detto Phil (Amersham, 1º dicembre 1967), è un allenatore di calcio ed ex calciatore inglese, di ruolo centrocampista, tecnico del Wrexham.

## Carriera

### Inizi
Muove i suoi primi passi da calciatore nel settore giovanile del Southampton, prima di passare al Bury. Nel 1992 approda al Reading, dove - dopo undici stagioni - conclude la propria carriera.
Terminata la carriera da calciatore, nel 2003 passa sulla panchina del Colchester United. Il 6 maggio 2006 - in virtù dello 0-0 ottenuto allo Huish Park contro lo Yeovil Town - la squadra ottiene l'aritmetica promozione in Championship. Il 14 giugno lascia l'incarico.
Il 29 giugno 2006 viene nominato nuovo tecnico dell'Hull City. Il 4 dicembre viene sollevato dall'incarico.
Il 5 gennaio 2007 approda sulla panchina del Charlton in qualità di vice allenatore, alle spalle di Alan Pardew. Il 22 novembre 2008 sostituisce temporaneamente Pardew alla guida della prima squadra. Il 31 dicembre viene confermato dalla società.
Il 4 gennaio 2011 viene esonerato.

### Bradford City
Il 28 agosto 2011 passa alla guida del Bradford City, società militante in League Two. Termina l'annata al diciottesimo posto.
L'11 dicembre 2012 la squadra estromette - ai calci di rigore - l'Arsenal dalla Capital One Cup, accedendo alle semifinali. Il Bradford approderà in finale - dopo aver eliminato l'Aston Villa - dove perderà 5-0 contro lo Swansea City.
Il 21 maggio 2013 il Bradford si impone 3-0 contro il Northampton Town - incontro valevole per la finale play-off - venendo promosso in League One.
Il 10 giugno 2016 viene nominato allenatore del Bolton, con cui firma un contratto valido per due stagioni.

## Statistiche

### Statistiche da allenatore
Statistiche aggiornate al 3 maggio 2025. In grassetto le competizioni vinte.
| Stagione             | Squadra              | Campionato           | Campionato | Campionato | Campionato | Campionato | Coppe nazionali | Coppe nazionali | Coppe nazionali | Coppe nazionali | Coppe nazionali | Coppe continentali | Coppe continentali | Coppe continentali | Coppe continentali | Coppe continentali | Altre coppe | Altre coppe | Altre coppe | Altre coppe | Altre coppe | Totale | Totale | Totale | Totale | % Vittorie | Piazzamento      |
| Stagione             | Squadra              | Comp                 | G          | V          | N          | P          | Comp            | G               | V               | N               | P               | Comp               | G                  | V                  | N                  | P                  | Comp        | G           | V           | N           | P           | G      | V      | N      | P      | %          | Piazzamento      |
| -------------------- | -------------------- | -------------------- | ---------- | ---------- | ---------- | ---------- | --------------- | --------------- | --------------- | --------------- | --------------- | ------------------ | ------------------ | ------------------ | ------------------ | ------------------ | ----------- | ----------- | ----------- | ----------- | ----------- | ------ | ------ | ------ | ------ | ---------- | ---------------- |
| feb.-giu. 2003       | Colchester Utd       | SD                   | 14         | 6          | 5          | 3          | FACup+CdL       | -               | -               | -               | -               | -                  | -                  | -                  | -                  | -                  | FLT         | -           | -           | -           | -           | 14     | 6      | 5      | 3      | 42,86      | Sub. 12º         |
| 2003-2004            | Colchester Utd       | SD                   | 46         | 17         | 13         | 16         | FACup+CdL       | 7+2             | 4+1             | 2+0             | 1+1             | -                  | -                  | -                  | -                  | -                  | FLT         | 6           | 4           | 1           | 1           | 61     | 26     | 16     | 19     | 42,62      | 11º              |
| 2004-2005            | Colchester Utd       | FL1                  | 46         | 14         | 17         | 15         | FACup+CdL       | 5+3             | 3+1             | 1+1             | 1+1             | -                  | -                  | -                  | -                  | -                  | FLT         | 1           | 0           | 1           | 0           | 55     | 18     | 20     | 15     | 32,73      | 15º              |
| 2005-2006            | Colchester Utd       | FL1                  | 46         | 22         | 13         | 11         | FACup+CdL       | 5+1             | 4+0             | 0+0             | 1+1             | -                  | -                  | -                  | -                  | -                  | FLT         | 5           | 2           | 2           | 1           | 57     | 28     | 15     | 14     | 49,12      | 2º (prom.)       |
| Totale Colchester    | Totale Colchester    | Totale Colchester    | 152        | 59         | 48         | 45         |                 | 23              | 13              | 4               | 6               |                    | -                  | -                  | -                  | -                  |             | 12          | 6           | 4           | 2           | 187    | 78     | 56     | 53     | 41,71      |                  |
| ago.-dic. 2006       | Hull City            | FLC                  | 21         | 4          | 5          | 12         | FACup+CdL       | 0+3             | 1               | 1               | 1               | -                  | -                  | -                  | -                  | -                  | -           | -           | -           | -           | -           | 24     | 5      | 6      | 13     | 20,83      | Eson.            |
| nov. 2008-2009       | Charlton             | FLC                  | 29         | 4          | 11         | 14         | FACup+CdL       | 3+0             | 1               | 1               | 1               | -                  | -                  | -                  | -                  | -                  | -           | -           | -           | -           | -           | 32     | 5      | 12     | 15     | 15,63      | Sub. 24º (retr.) |
| 2009-2010            | Charlton             | FL1                  | 46+2       | 23+1       | 15+0       | 8+1        | FACup+CdL       | 1+1             | 0+0             | 0+1             | 1+0             | -                  | -                  | -                  | -                  | -                  | FLT         | 2           | 1           | 0           | 1           | 52     | 25     | 16     | 11     | 48,08      | 4º               |
| 2010-gen. 2011       | Charlton             | FL1                  | 22         | 9          | 7          | 6          | FACup+CdL       | 4+1             | 2+0             | 2+0             | 0+1             | -                  | -                  | -                  | -                  | -                  | FLT         | 4           | 3           | 1           | 0           | 31     | 14     | 10     | 7      | 45,16      | Eson.            |
| Totale Charlton      | Totale Charlton      | Totale Charlton      | 97+2       | 36+1       | 33+0       | 28+1       |                 | 10              | 3               | 4               | 3               |                    | -                  | -                  | -                  | -                  |             | 6           | 4           | 1           | 1           | 115    | 44     | 38     | 33     | 38,26      |                  |
| ago. 2011-2012       | Bradford City        | FL2                  | 41         | 9          | 13         | 19         | FACup+CdL       | 3+0             | 2               | 0               | 1               | -                  | -                  | -                  | -                  | -                  | FLT         | 4           | 3           | 0           | 1           | 48     | 14     | 13     | 21     | 29,17      | Sub. 18º         |
| 2012-2013            | Bradford City        | FL2                  | 46+3       | 18+2       | 15+0       | 13+1       | FACup+CdL       | 4+8             | 1+6             | 2+0             | 1+2             | -                  | -                  | -                  | -                  | -                  | FLT         | 3           | 2           | 0           | 1           | 64     | 29     | 17     | 18     | 45,31      | 7º (prom.)       |
| 2013-2014            | Bradford City        | FL1                  | 46         | 14         | 17         | 15         | FACup+CdL       | 1+1             | 0+0             | 0+0             | 1+1             | -                  | -                  | -                  | -                  | -                  | FLT         | 1           | 0           | 0           | 1           | 49     | 14     | 17     | 18     | 28,57      | 11º              |
| 2014-2015            | Bradford City        | FL1                  | 46         | 17         | 14         | 15         | FACup+CdL       | 8+3             | 5+2             | 2+0             | 1+1             | -                  | -                  | -                  | -                  | -                  | FLT         | 1           | 0           | 0           | 1           | 58     | 24     | 16     | 18     | 41,38      | 7º               |
| 2015-2016            | Bradford City        | FL1                  | 46+2       | 23+0       | 11+1       | 12+1       | FACup+CdL       | 5+1             | 2+0             | 2+0             | 1+1             | -                  | -                  | -                  | -                  | -                  | FLT         | 1           | 0           | 0           | 1           | 55     | 25     | 14     | 16     | 45,45      | 5º               |
| Totale Bradford City | Totale Bradford City | Totale Bradford City | 225+5      | 81+2       | 70+1       | 74+2       |                 | 34              | 18              | 6               | 10              |                    | -                  | -                  | -                  | -                  |             | 10          | 5           | 0           | 5           | 274    | 106    | 77     | 91     | 38,69      |                  |
| 2016-2017            | Bolton               | FL1                  | 46         | 25         | 11         | 10         | FACup+CdL       | 4+1             | 2+0             | 1+0             | 1+1             | -                  | -                  | -                  | -                  | -                  | FLT         | 3           | 1           | 0           | 2           | 54     | 28     | 12     | 14     | 51,85      | 2º (prom.)       |
| 2017-2018            | Bolton               | FLC                  | 46         | 10         | 13         | 23         | FACup+CdL       | 1+3             | 0+2             | 0+0             | 1+1             | -                  | -                  | -                  | -                  | -                  | -           | -           | -           | -           | -           | 50     | 12     | 13     | 25     | 24,00      | 21º              |
| 2018-2019            | Bolton               | FLC                  | 46         | 8          | 8          | 30         | FACup+CdL       | 2+1             | 1+0             | 0+0             | 1+1             | -                  | -                  | -                  | -                  | -                  | -           | -           | -           | -           | -           | 49     | 9      | 8      | 32     | 18,37      | 23º (retr.)      |
| ago. 2019            | Bolton               | FL1                  | 3          | 0          | 1          | 2          | FACup+CdL       | 0+1             | 0               | 0               | 1               | -                  | -                  | -                  | -                  | -                  | FLT         | -           | -           | -           | -           | 4      | 0      | 1      | 3      | &0,00      | Eson.            |
| Totale Bolton        | Totale Bolton        | Totale Bolton        | 141        | 43         | 33         | 65         |                 | 13              | 5               | 1               | 7               |                    | -                  | -                  | -                  | -                  |             | 3           | 1           | 0           | 2           | 157    | 49     | 34     | 74     | 31,21      |                  |
| ott. 2019-2020       | Sunderland           | FL1                  | 25         | 11         | 7          | 7          | FACup+CdL       | 2+1             | 0+0             | 2+1             | 0+0             | -                  | -                  | -                  | -                  | -                  | FLT         | 2           | 0           | 0           | 2           | 30     | 11     | 10     | 9      | 36,67      | Sub. 8º          |
| set.-nov. 2020       | Sunderland           | FL1                  | 13         | 6          | 5          | 2          | FACup+CdL       | 1+1             | 0+0             | 0+1             | 1+0             | -                  | -                  | -                  | -                  | -                  | FLT         | 3           | 2           | 0           | 1           | 18     | 8      | 6      | 4      | 44,44      | Eson.            |
| Totale Sunderland    | Totale Sunderland    | Totale Sunderland    | 38         | 17         | 12         | 9          |                 | 5               | 0               | 4               | 1               |                    | -                  | -                  | -                  | -                  |             | 5           | 2           | 0           | 3           | 48     | 19     | 16     | 13     | 39,58      |                  |
| 2021-2022            | Wrexham              | NL                   | 44         | 26         | 10         | 8          | FACup           | 3               | 1               | 1               | 1               | -                  | -                  | -                  | -                  | -                  | FaT         | 6           | 5           | 0           | 1           | 53     | 32     | 11     | 10     | 60,38      | 2º               |
| 2022-2023            | Wrexham              | NL                   | 46         | 34         | 9          | 3          | FACup           | 5               | 3               | 1               | 1               | -                  | -                  | -                  | -                  | -                  | FaT         | 2           | 1           | 1           | 0           | 53     | 38     | 11     | 4      | 71,70      | 1º (prom.)       |
| 2023-2024            | Wrexham              | FL2                  | 46         | 26         | 10         | 10         | FACup+CdL       | 4+2             | 3+1             | 0               | 1+1             | -                  | -                  | -                  | -                  | -                  | FLT         | 4           | 3           | 0           | 1           | 56     | 33     | 10     | 13     | 58,93      | 2º (prom.)       |
| 2024-2025            | Wrexham              | FL1                  | 46         | 27         | 11         | 8          | FACup+CdL       | 1+1             | 0               | 0               | 0+2             | -                  | -                  | -                  | -                  | -                  | FLT         | 7           | 5           | 1           | 1           | 55     | 32     | 12     | 11     | 58,18      | 2º (prom.)       |
| 2025-2026            | Wrexham              | FLC                  | 1          | 0          | 0          | 1          | FACup+CdL       | 0               | 0               | 0               | 0               | -                  | -                  | -                  | -                  | -                  |             | -           | -           | -           | -           | 0      | 0      | 0      | 0      | —          | in corso         |
| Totale Wrexham       | Totale Wrexham       | Totale Wrexham       | 182        | 113        | 40         | 29         |                 | 16              | 8               | 2               | 6               |                    | -                  | -                  | -                  | -                  |             | 19          | 14          | 2           | 3           | 217    | 135    | 44     | 38     | 62,21      |                  |
| Totale carriera      | Totale carriera      | Totale carriera      | 863        | 356        | 242        | 265        |                 | 104             | 48              | 22              | 34              |                    | -                  | -                  | -                  | -                  |             | 55          | 32          | 7           | 16          | 1 022  | 436    | 271    | 315    | 42,66      |                  |

## Palmarès

### Giocatore

#### Club

##### Competizioni nazionali
- Second Division: 1

Reading: 1993-1994

### Allenatore

#### Competizioni nazionali
- National League: 1

Wrexham: 2022-2023